# Zamek w Paniowcach
Zamek w Paniowcach – zamek wybudowany przez Jana Potockiego, wojewodę bracławskiego w drugiej połowie XVI wieku na najwyższym cyplu nad Smotryczem w Paniowcach.

## Jan Potocki i kalwini
Jan Potocki, gorliwy promotor nowatorstwa, w 1590 r. założył tu zbór kalwiński, drukarnię i szkołę, która składała się z dwóch oddziałów: niższego i wyższego, zwanego akademią. W 1611 r. po śmierci Jana, podczas oblężenia Smoleńska, zamek otrzymał jego bratanek Stanisław Rewera Potocki, syn Andrzeja Potockiego, który także był kalwinem, lecz się nawrócił, zamknął drukarnię i akademię, a budowle zamienił na stajnie. Jan Potocki pochowany został pod kaplicą zamku w Paniowcach.

## Historia
W latach 1621 i 1633 warownia otoczona była przez Turków, lecz oparła się tej nawale. W trakcie powstania Chmielnickiego w 1652 r. zamek został zajęty, ponieważ członek załogi zachęcony obietnicą zdobycia stopnia pułkownika wojska kozackiego, zdradził i otworzył bramę wjazdową i wpuścił najeźdźców. Zdrajca został ścięty, a załogę wymordowano. Od lat 50. XVII wieku zamek nie był zamieszkany. Kresowy zameczek trochę podźwignął z ruin Józef Potocki, hetman wielki koronny. Jego syn Stanisław, wojewoda poznański sprzedał jednak Paniowce w 1765 r. Pawłowi Starzyńskiemu, generałowi – lejtnantowi wojsk koronnych i odtąd znajduje się w posiadaniu tej rodziny. W czasie konfederacji barskiej w zrujnowanym zameczku, którego część jeszcze w 1780 r. była zamieszkana, przebywali jakiś czas konfederaci i Antoni Pułaski. Po tych wydarzeniach zamek chylił się ku upadkowi zamieniając się w ruinę. Napoleon Orda narysował zamek, będący już w ruinie.

## Architektura

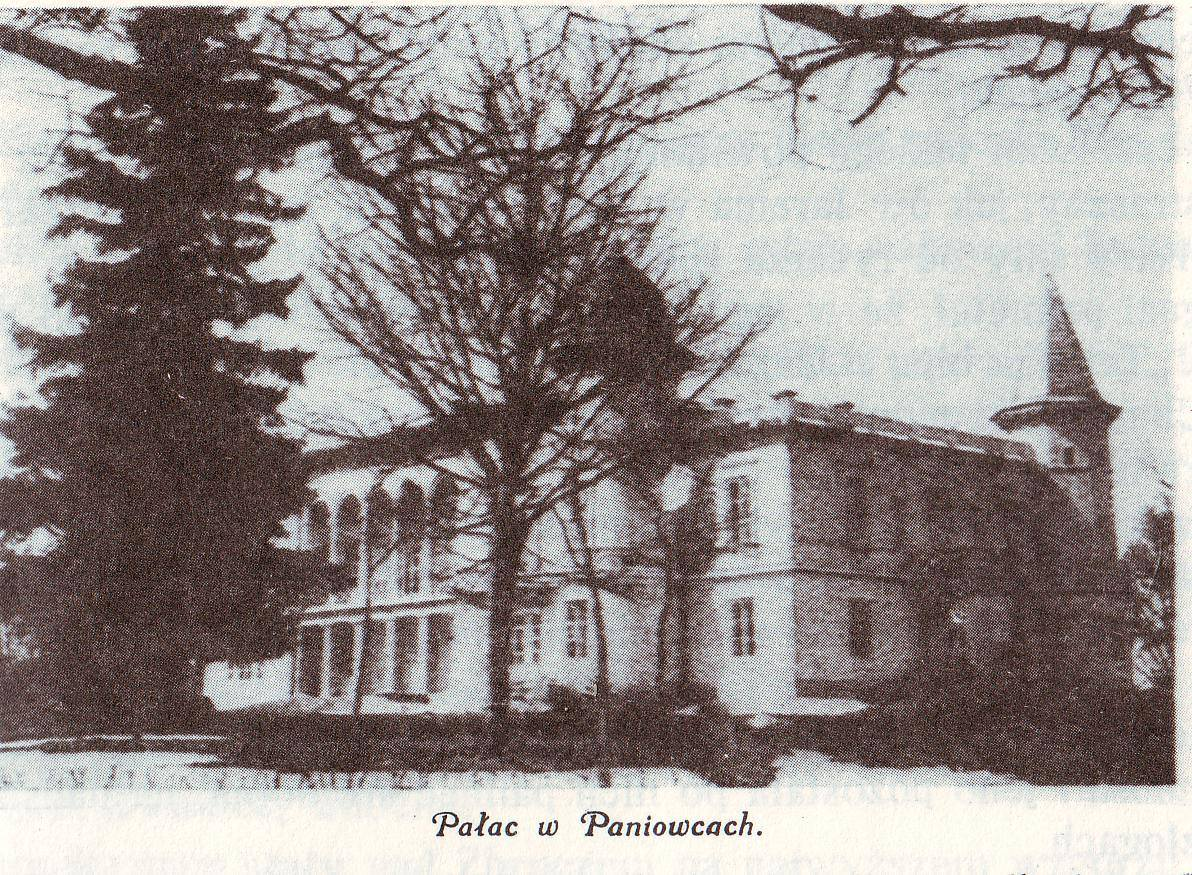
Paniowce

Obronny zamek w XVI w., o grubych ścianach, kilku dziedzińcach, ogromnych podziemiach, otoczony głębokimi fosami, był budowlą powstałą na planie kwadratu o bokach długości 85 m. Nad brzegiem stał dwupiętrowy budynek mieszkalny, tworzący bok zamku. Na dwóch końcach budynku znajdowały się kwadratowe baszty o bokach długich na 12 m. Naprzeciw również stał budynek tworzący bok zamku z dwupiętrową basztą bramą. Po lewej stronie bramy była kwadratowa wieża z kaplicą kalwińską. Wieża górą była ośmioboczna. Pod koniec XIX wieku pozostały tylko ruiny zamku w postaci olbrzymich ścian, narożników ze śladami wież i wały ziemne. Na miejscu dawnej akademii były stajnia i wozownie. W ścianach znajdowały się kawałki marmurów z napisami, a na zewnątrz dawnej świątyni kamień z dziesięciorgiem przykazań, pamiątka po kalwinach. Kaplica była jakiś czas wykorzystywana przez katolików, a w XIX w. zamieniona została na skład. Świątynia posiadająca ślady malowideł zachowała się w dobrym stanie.

## Pałac
Dwukondygnacyjny pałac wzorowany na włoskich willach zbudowany został około 1840 r. przez Kaliksta Starzyńskiego niedaleko ruin zamku. Pałac posiadał cztery narożne wieże. Od frontu arkady z czterema kolumnami przedzielone balkonem na piętrze.